# Artemio Alisio
Artemio Alisio fue un pintor, escultor, ceramista y dibujante argentino. Fundador y director hasta su muerte del Museo de Dibujo y Grabado Guaman Poma de Concepción del Uruguay, rebautizado con su nombre en 2009.
Nacido en Soledad, Provincia de Santa Fe, el 26 de agosto de 1942, vivió y desarrolló los tramos principales de su obra en Concepción del Uruguay, por lo cual es considerado un pintor entrerriano por adopción. Realiza estudios en la Escuela Provincial de Bellas Artes "Juan Mantovani" de Santa Fe, durante los años 1956 al 1960. 
Desde 1970 a 1977 fue curador del Museo Municipal de Artes Visuales "Sor Josefa Díaz y Clucellas" de Santa Fe.
En 1973 realiza viaje de estudios a Bolivia y Perú (Cuzco y Macchu Picchu). En 1974 cumplimenta en España, Francia e Italia, una Beca de estudios, otorgada por el Gobierno de la Provincia de Santa Fe en el "XII Salón de Aspirantes a Beca de la Provincia de Santa Fe", realizando visitas a Museos de Arte y Antropología de Francia, España e Italia, realizando estudios de restauración y conservación de Cerámica Antigua en la Scuola Internazionale di Cerámica de Firenze, Italia, bajo la Dirección del maestro Marcello Fantoni. En 1977 funda el Museo de la Cerámica en la ciudad de Santa Fe, que funciona hasta 1979. En 1978 viaja nuevamente a Perú, realizando relevamientos fotográficos de Sitios Arqueológicos en Chancay y Pachacamac en la costa del Pacífico, Cuzco, Pisac y Machu Pichu en el Perú Central.
En diciembre de 1974 es encargado de la Jefatura del Museo Municipal de Artes Visuales “Sor Josefa Díaz y Clucellas”, de Santa Fe. En 1980 dirige la Galería de Arte “Paracas”, Santa Fe. En 1983 es contratado por la Dirección de Cultura de Entre Ríos, para restaurar la obra patrimonio del Museo Provincial de Bellas Artes “Dr. Pedro E. Martínez" de la ciudad de Paraná, Entre Ríos. 
En 1983 se radica en la ciudad de Concepción del Uruguay, provincia de Entre Ríos y en 1984 crea y codirige junto a su esposa la profesora María Celeste Ansaldi la Escuela de Cerámica del Colegio Superior del Uruguay “Justo José de Urquiza” de Concepción del Uruguay. En 1986 es contratado por el Instituto “Osvaldo Magnasco” de la ciudad de Gualeguaychú, para restaurar el patrimonio pictórico.
El 10 de abril de 1989 se crea el Museo Provincial de Dibujo, con sede en Concepción del Uruguay, y es nombrado por el gobernador de la provincia director interino ad honorem, para organizar el citado museo al que se le incorpora la disciplina de grabado y que en 1995 recibe el nombre de "Guaman Poma". Fue su director hasta el día de su fallecimiento.
En 1995 viaja a Frankfurt, Schmiten y Bensheim (Alemania) a realizar exposiciones sobre el Popol Vuh.
Expone desde 1966 y realiza a la fecha 103 exposiciones individuales en la Argentina y el exterior; siendo distinguido en Salones oficiales y privados en 54 oportunidades. Sus obras se cuentan en Museos y colecciones del país y el exterior. Desde 1993 dedica a exponer la obra sobre el «Popol Vuh» (más de 500 obras en pintura y dibujos y tres códices).
En 1996 dona su colección de Cerámicas precolombinas y popular latinoamericanas (160 piezas)  a la Escuela Municipal de Arte Cerámico de la ciudad de Colón, Entre Ríos, Argentina. En 1999 viaja a Uxmal y Chichen Itzá (Yucatán), Palenque (Chiapas), La Venta (Tabasco), Teotihuacán y México D.F., México. En febrero de 2000 y en abril de 2004, viaja a exponer en Frankfurt (Alemania).
En 1996 fue distinguido por la Asociación Argentina de Críticos de Arte, con un «Homenaje a la trayectoria», juntamente con cinco pintores argentinos, en el Primer Salón de la Crítica realizado en el Palais de Glace (Salas Nacionales de Exposición), Buenos Aires (en la oportunidad expuso cinco obras de tamaño sobre «El diluvio/Popol Vuh»); 1997: Es seleccionado (10 artistas Argentinos) al Premio «Alberto J. Trabucco 1997», con jurado de Académicos de Número, de la Academia Nacional de Bellas Artes y es seleccionado y distinguido en la «VI Bienal Chandon de Pintura 1997/ Salón de Maestros», Buenos Aires (Reconocimiento de Honor, medalla de oro y diploma); 1999: obtiene el Premio «Alberto J. Trabucco 1999», con jurados (11) de Académicos de Número de la Academia Nacional de Bellas Artes, Centro Borges, Buenos Aires.
Es jurado de selección y premios en salones municipales, provinciales y nacionales, oficiales y privados.
Falleció en Concepción del Uruguay, el 10 de febrero de 2006.
El 13 de mayo de 2009 por decreto 1746 del Ministerio de Gobierno de la Provincia, se estableció que el Museo de Dibujo y Grabado Guaman Poma de Concepción del Uruguay lleve el nombre de Artemio Alisio, "en homenaje a quien fuera su gestor y director desde su creación y hasta el 10 de febrero de 2006, fecha de su deceso”.